# Monmouthshire
Monmouthshire (kymriska: Sir Fynwy) är ett grevskap och en kommun (principal area) i sydöstra Wales. Huvudort är Usk. Det nuvarande grevskapet upprättades den 1 april 1996. Det omfattar östra halvan av det historiska grevskapet Monmouthshire, som sedan 1974 kallas Gwent och sedan 1996 är ett bevarat grevskap (preserved county, det vill säga ett ståthållarskap). Det nuvarande Monmouthshire ersatte distriktet Monmouth med tillägg av en mindre del av distriktet Blaenau Gwent. Den 30 juni 2017 hade Monmouthshire 94 142 invånare.

## Större orter
| Ort                   | Invånare |
| --------------------- | -------- |
| Abergavenny           | 14 500   |
| Chepstow              | 12 500   |
| Cil-y-coed (Caldicot) | 11 200   |
| Monmouth              | 10 000   |
| Undy                  | 6 000    |
| Usk                   | 3 000    |

1. ↑  Baserat på "built up areas" i folkräkning 2011 [4], avrundat till närmaste 500.

## Administrativ indelning
Monmouthshire delas in i 30 communities:

- Abergavenny
- Caerwent
- Caldicot
- Chepstow
- Crucorney
- Devauden
- Gobion Fawr
- Goetre Fawr
- Grosmont
- Llanarth
- Llanbadoc
- Llanelly
- Llanfoist Fawr
- Llangybi
- Llantilio Pertholey
- Llantrisant Fawr
- Magor with Undy
- Mathern
- Mitchel Troy
- Monmouth
- Portskewett
- Raglan
- Rogiet
- Shirenewton
- Skenfrith
- St. Arvans
- Trellech United
- Usk
- Whitecastle
- Wye Valley

## Sevärdheter
- Monmouth
- Trellech
- Wye Valley
- Black Mountains

### Slott
- Chepstow Castle
- Raglan Castle
- Abergavenny Castle
- White Castle